# CD-57

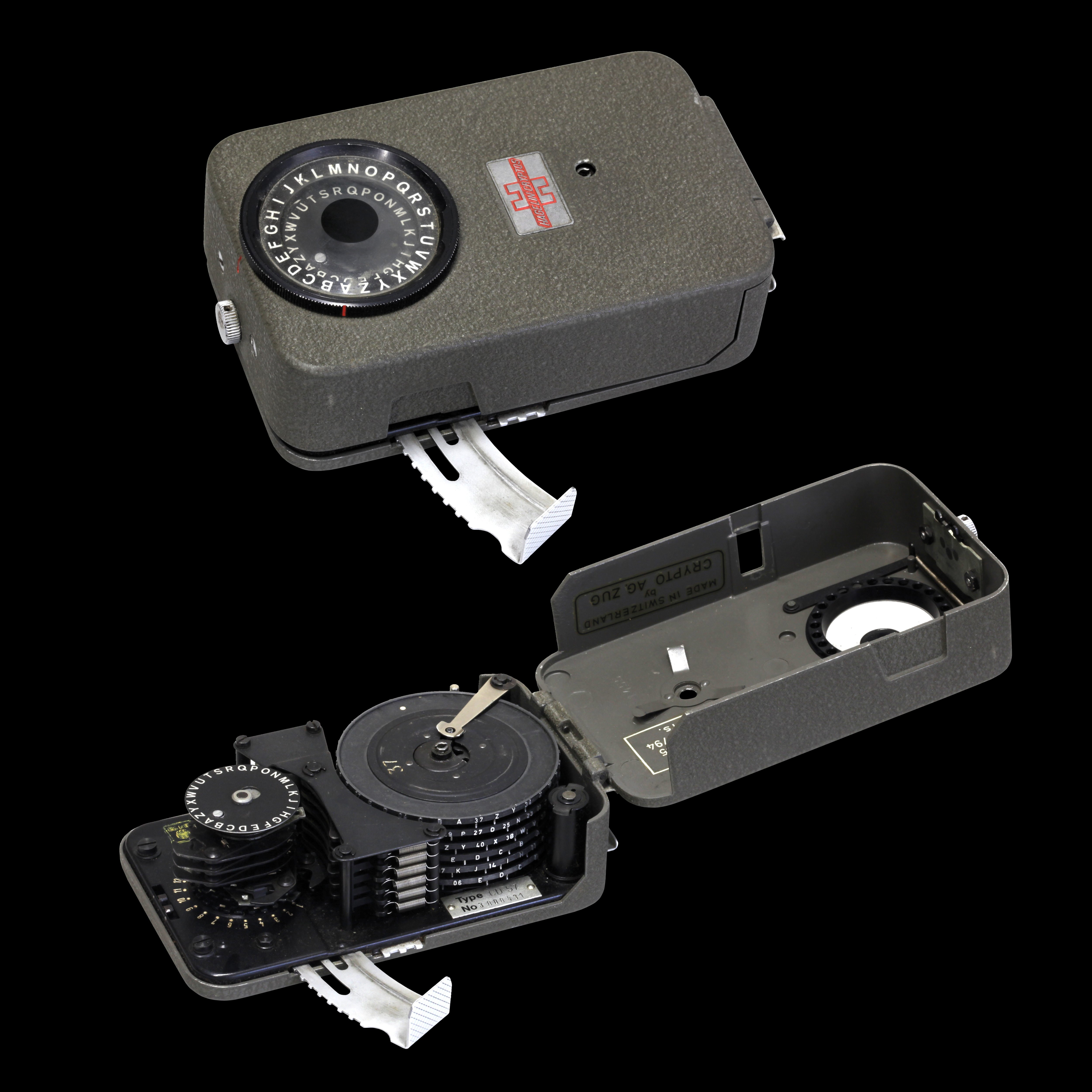

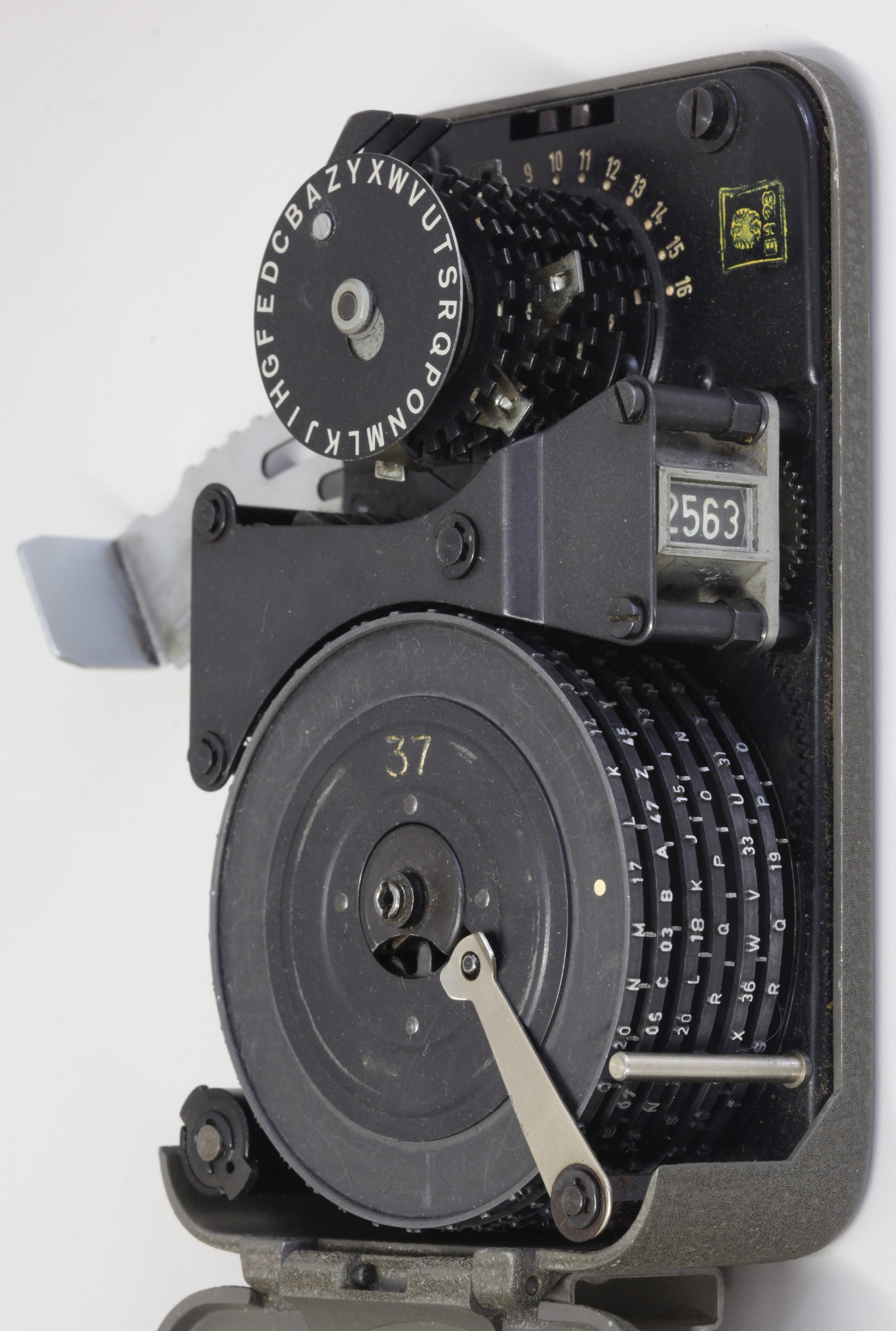
CD-57 ouverte

La CD-57 était une machine de chiffrement mécanique portative conçue par Crypto AG et commercialisée à partir de 1957. Elle était dérivée du modèle CD-55 et fut conçue pour être compatible avec les machines C-52, plus volumineuses. Compacte, la CD-57 mesurait environ 13cm x 8cm x 3,8cm (5"1/8 x 3"1/8 x 1"1/2) et pesait moins de 700g (1.5 pounds). La CD-57 utilisait six roues de chiffrements.
La CD-57(RT) était une variante, elle utilisait la technique du masque jetable au lieu des roues crantées. La STG-61 était une copie sous licence de la CD-57, produite par Hell.
Sullivan (2002) montre comment attaquer une CD-57 avec une technique de recherche Hillclimbing.